# Kardinalsweg
Kardinalsweg ist der Name eines 24,1 km langen Pilgerwegs im niedersächsischen Landkreis Vechta, der vom ehemaligen Benediktinerkloster, dem Priorat St. Benedikt, in Damme zur Burg Dinklage führt. Der Weg ist nach Kardinal Clemens August Graf von Galen benannt, zu dessen Geburtsstätte, der Burg Dinklage, er hinführt.
Der Kardinalsweg ist in vier Etappen eingeteilt. Am Anfang bzw. Ende jeder Etappe befindet sich eine Station, die durch jeweils eine eiserne Stele gekennzeichnet ist. Die fünf Stationen erinnern an Tugenden, die von dem Seligen Kardinal Graf von Galen vorbildlich verkörpert worden seien. Auf den Stelen ist jeweils ein Motto angebracht, und zwar:
- „mutig sein“,
- „beständig sein“,  52° 32′ 43″ N, 8° 9′ 3″ O
- „entschieden sein“, 52° 34′ 32″ N, 8° 7′ 3″ O
- „(gem)einsam sein“, 52° 36′ 56″ N, 8° 5′ 17″ O
- „einfach sein“.[2]

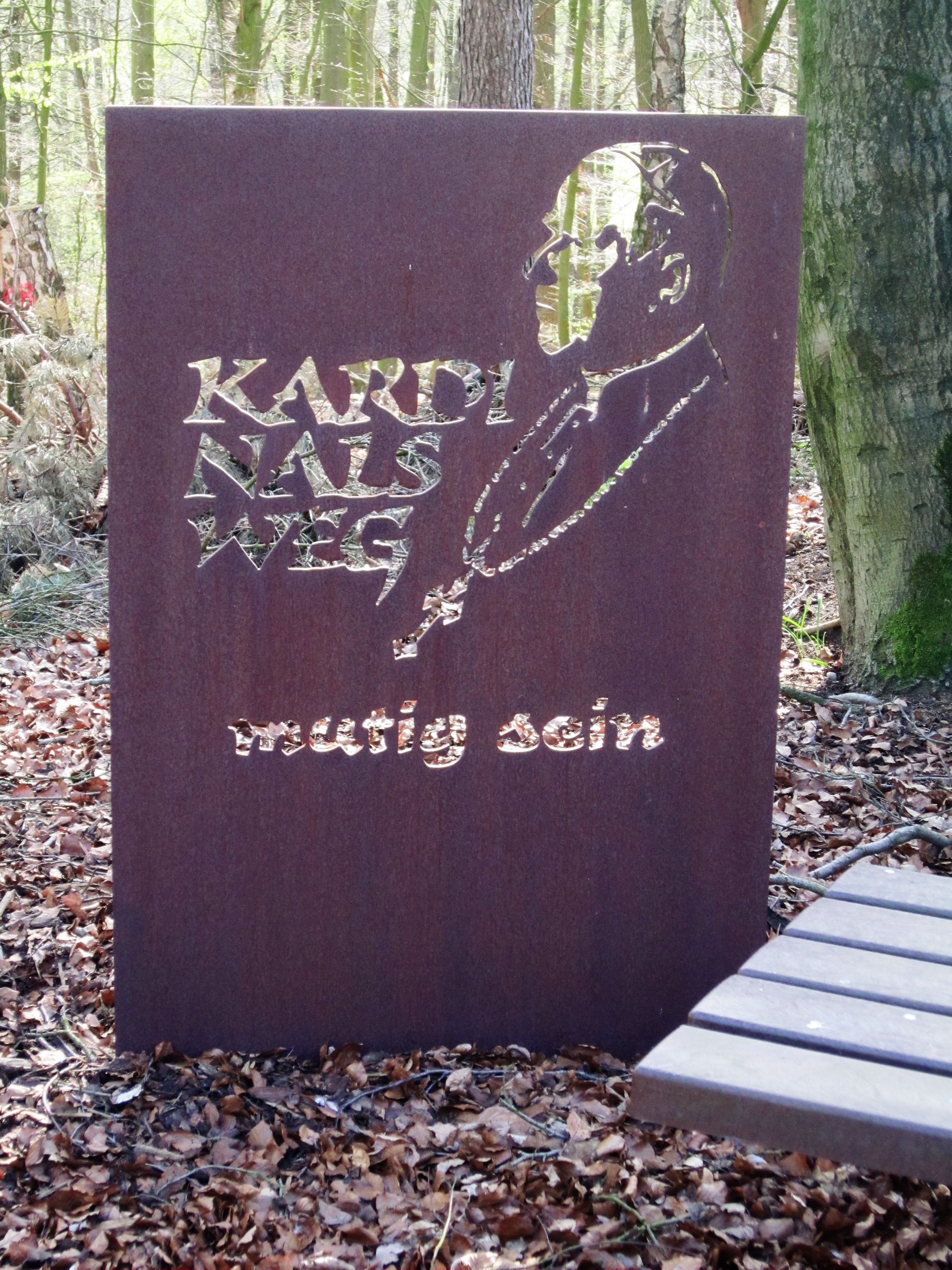
Station 1: Stele „mutig sein“ beim Hotel Kloster Damme.
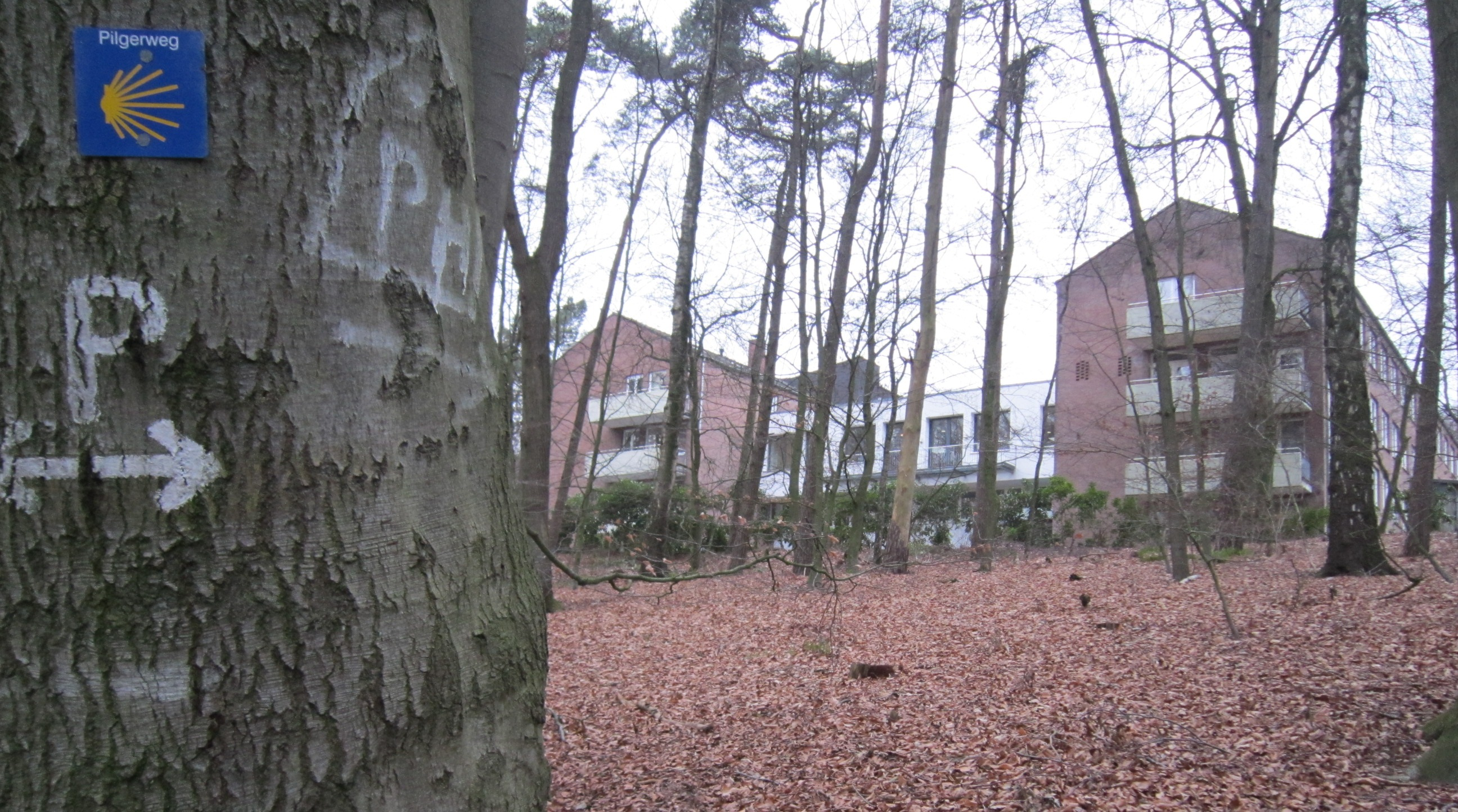
Station 1 → Station 2: Kurz hinter dem Hotel Kloster Damme kreuzt der Kardinalsweg den Pickerweg.
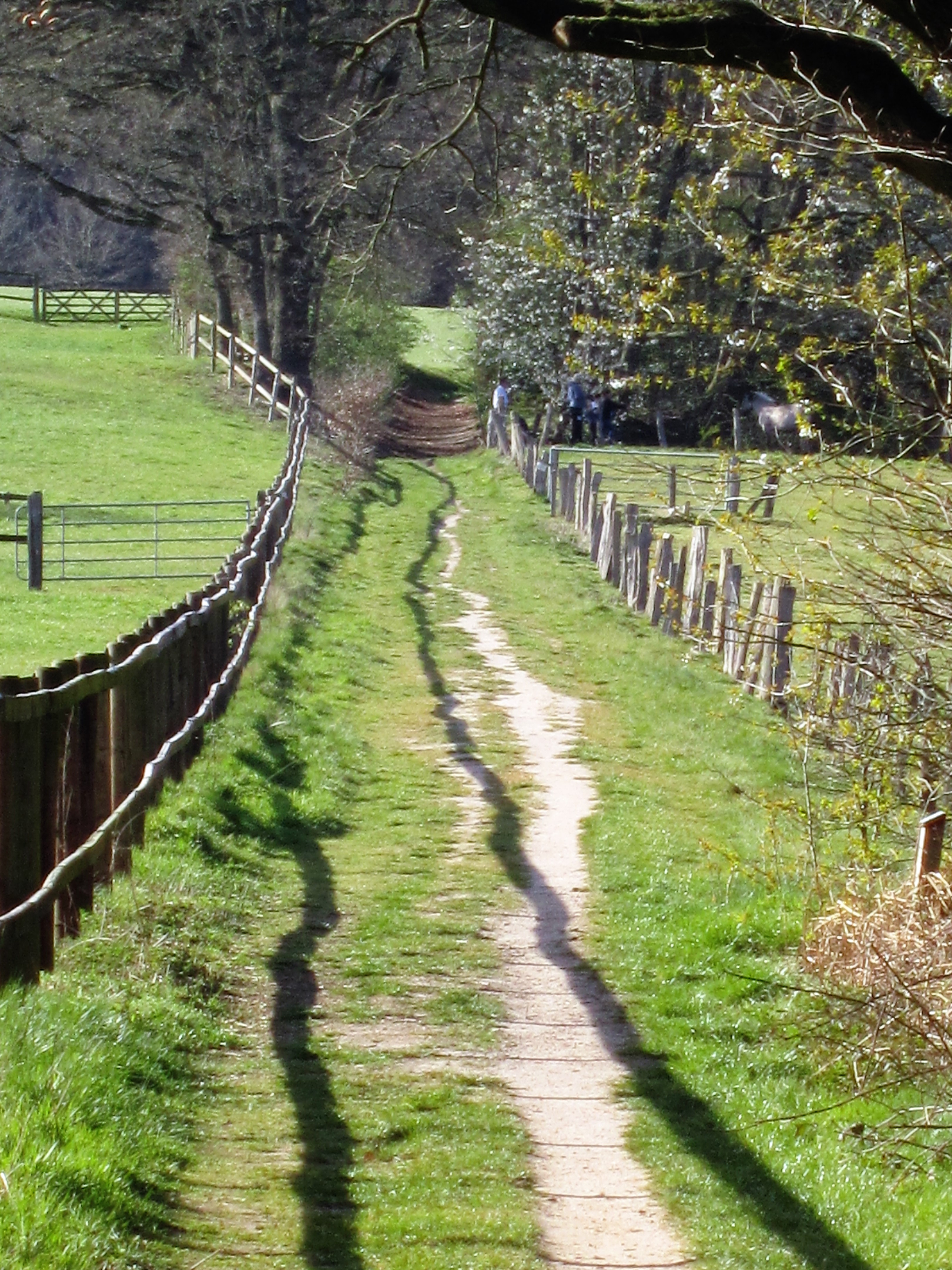
Station 1 → Station 2: Weg durch das Bexaddetal bei Damme.
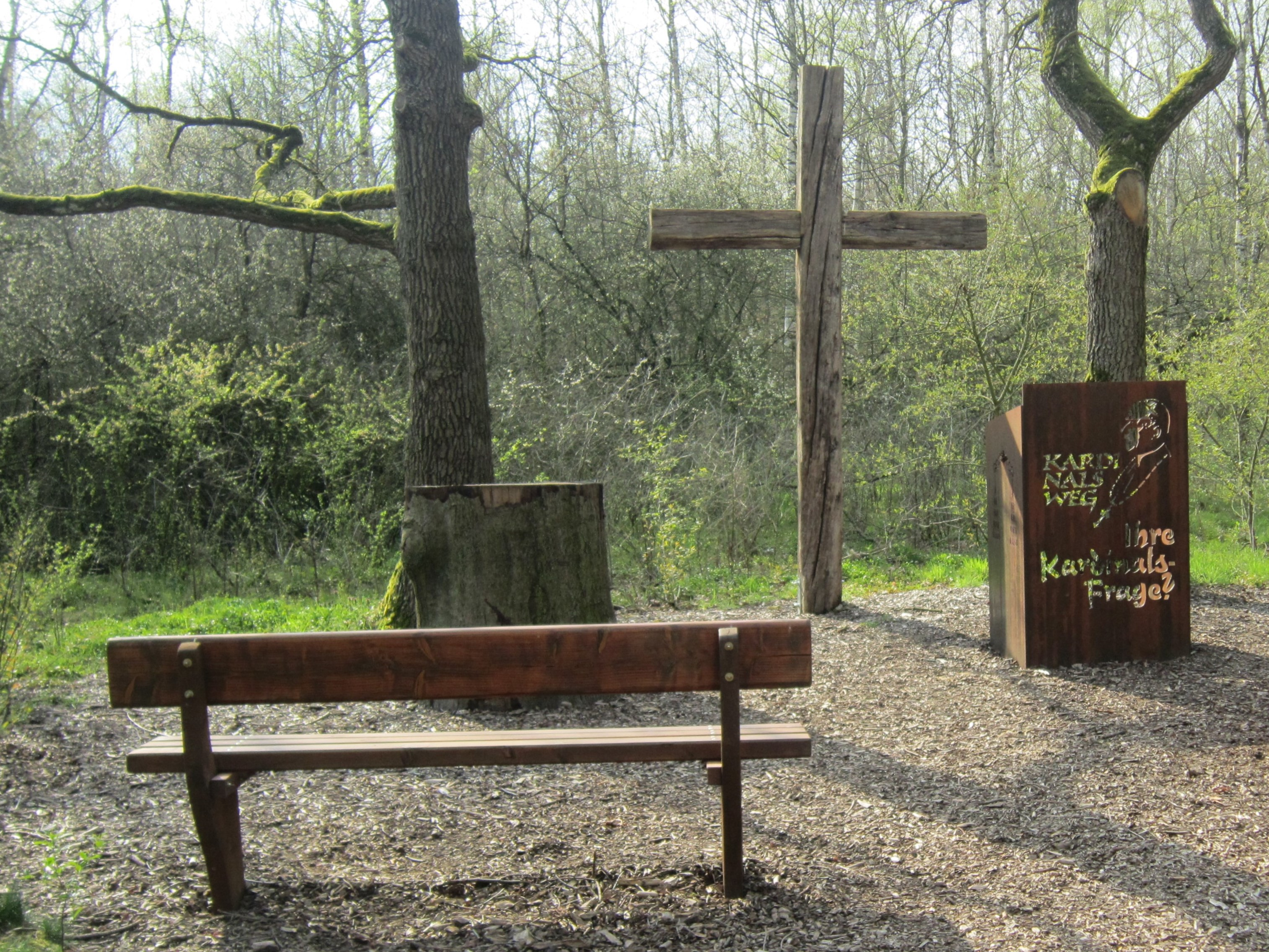
Station 2 → Station 3: „Waldkapelle“, ein Andachtsort 900 m südlich des Heidesees Holdorf.
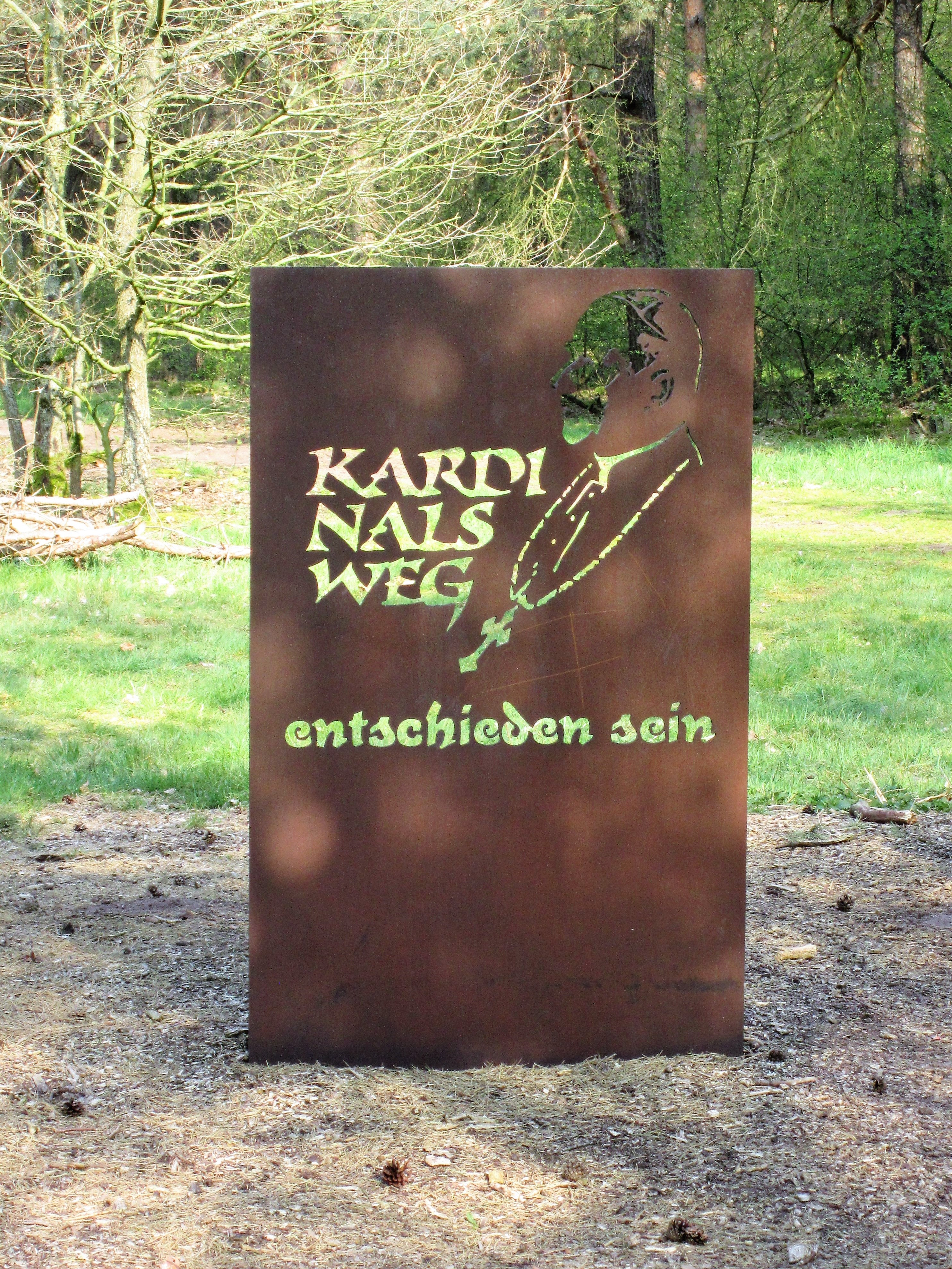
Station 3: Stele „entschieden sein“ bei Middendorfs Kreuz 300 m südlich des Heidesees Holdorf.
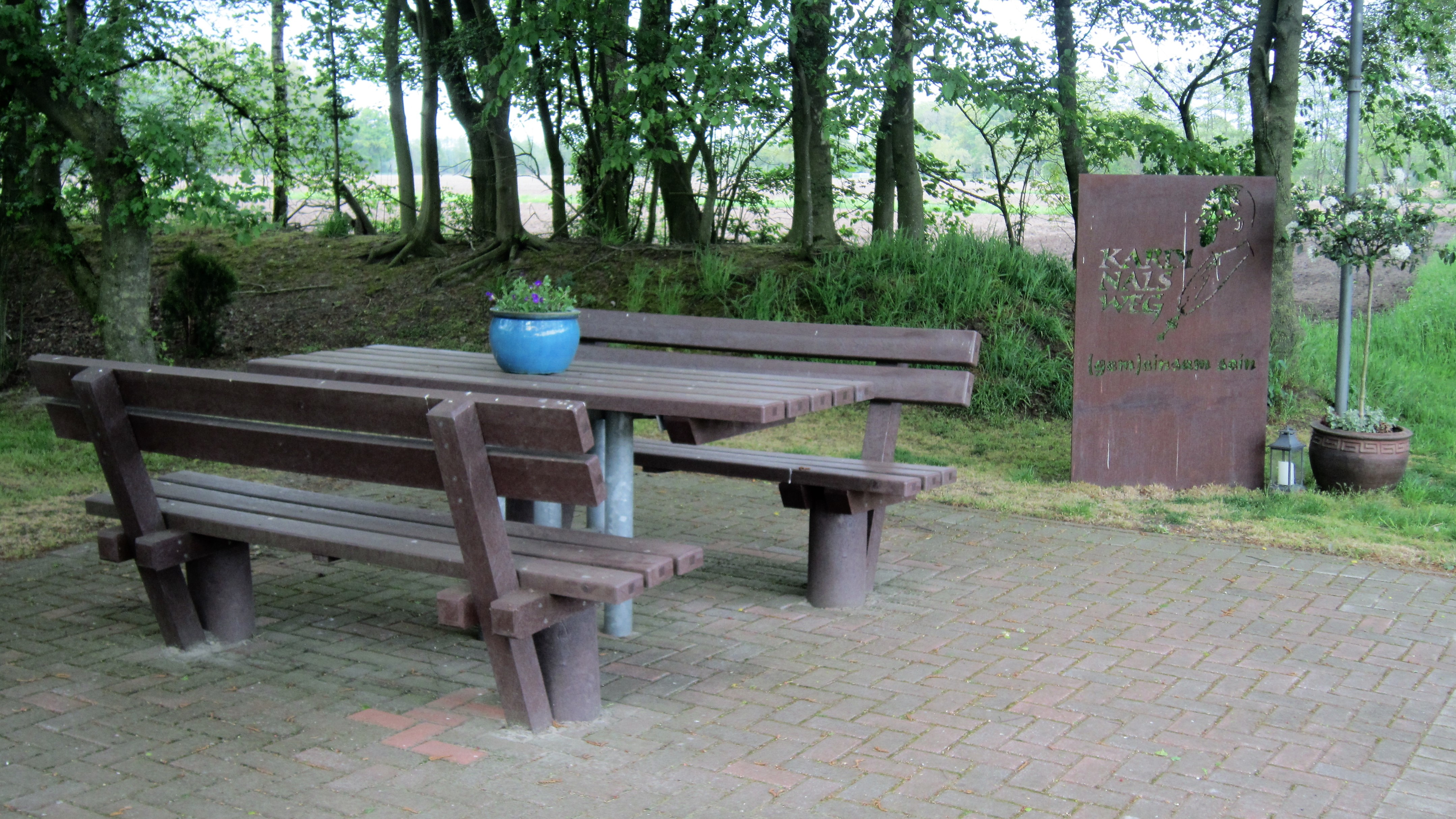
Station 4: Stele „(gem)einsam sein“ neben der Marienkapelle an der Feldstraße in Langwege.
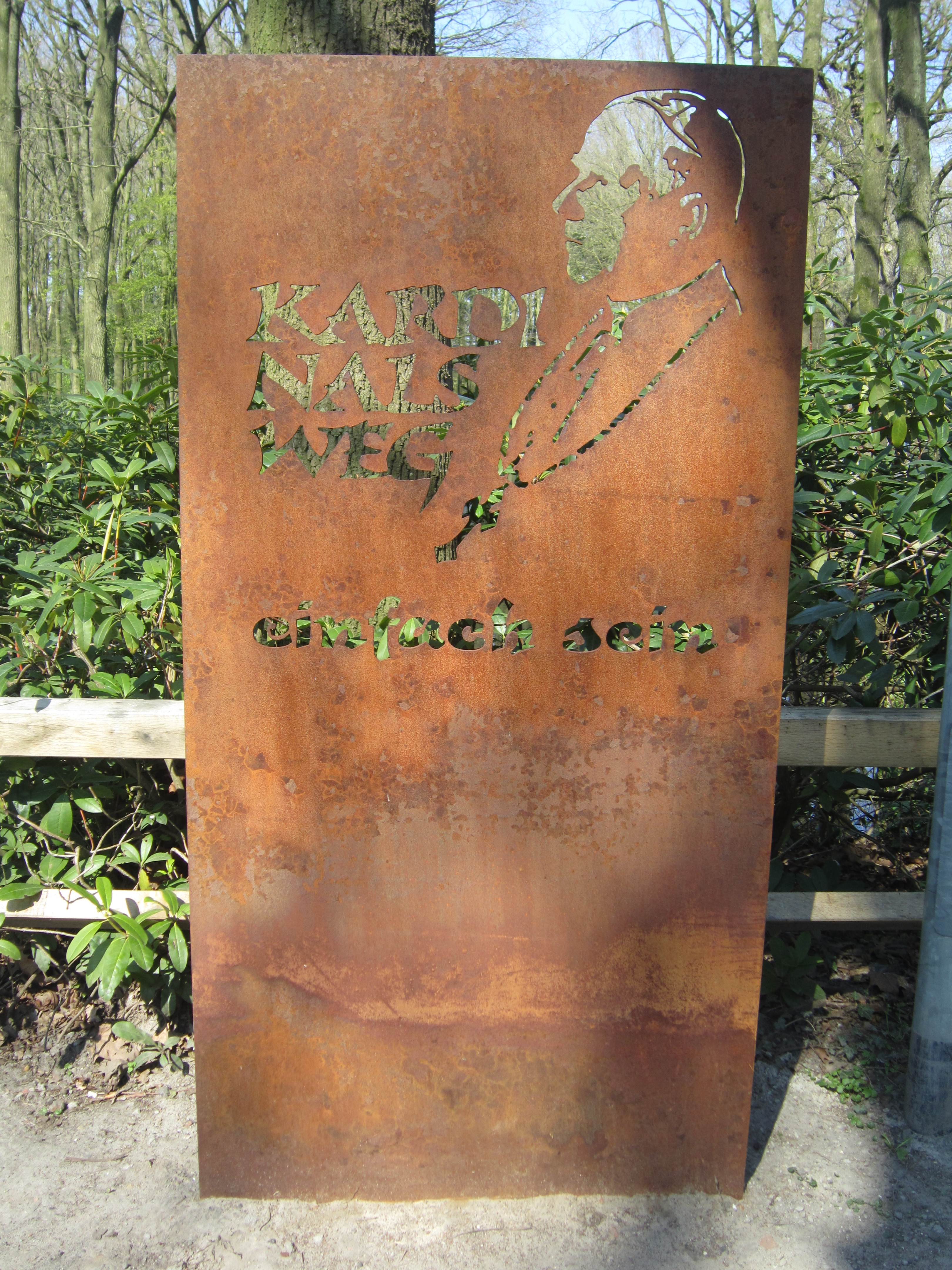
Station 5: Stele „einfach sein“ bei der Burg Dinklage.
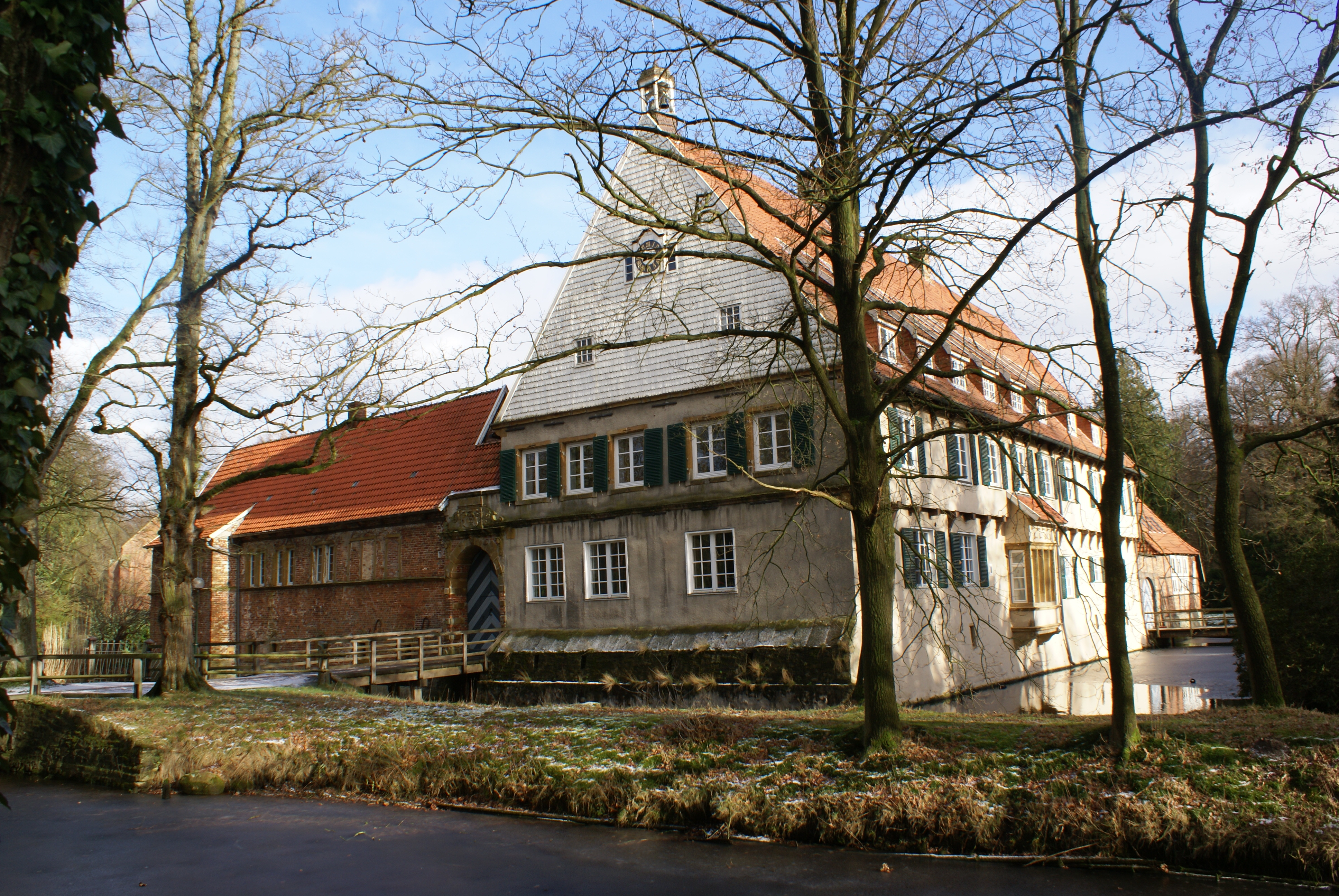
Station 5: Endpunkt Burg Dinklage.

Auf dem Weg ins Bexaddetal kreuzt der Kardinalsweg wenige Meter nach seinem Beginn den Pickerweg, einen Fernwanderweg, der zum Netz der Jakobswege in Deutschland gehört. Beide Wege verlaufen links und rechts des Baches Bexadde parallel zueinander und kreuzen sich bachaufwärts ein zweites Mal. Von Dinklage kommend, kann man an der zweiten Kreuzung der Pilgerwege in Richtung Santiago de Compostela abbiegen.
Der Weg wurde am 28. Oktober 2018 mit einer Pilgerwanderung und einer Feier auf Burg Dinklage offiziell eingeweiht.
Die Idee für die Anlage des Pilgerwegs kam dem Geschäftsführer der Tourist-Information Erholungsgebiet Dammer Berge im Jahr 2013. Geführte Wanderungen auf dem Weg werden von einem Salvatorianerpater im Ruhestand vom ehemaligen Kloster in Damme aus durchgeführt.
Im September 2019 wurde am Kardinalsweg in 900 m Entfernung vom Heidesee Holdorf eine „Waldkapelle“ eingesegnet.